# Sparassidaceae
Sparassidaceae Herter, in Warnstorf et al., Krypt.-Fl. Brandenburg (Leipzig) 6: 167 (1910).
Sparassidaceae è una famiglia di funghi basidiomiceti appartenente all'ordine Polyporales.

## Generi di Sparassidaceae
Il genere tipo è Sparassis Fr..